# 弓棚子镇
弓棚子镇，是中华人民共和国吉林省松原市扶余市下辖的一个乡镇级行政单位。

## 行政区划
弓棚子镇下辖以下地区：
建业街社区、弓棚子村、大房身村、腰房身村、双庙村、江西镇村、永生村、万生村、广发村、三横道村、东胜村、城山村、季家村、欢喜村、榆树村、井泉村、镇山村、前号村、京城村、双胜村、双山子村、腾家店村和转山子村。